# آرژولز-گازوست
آرژولز-گازوست (به فرانسوی: Argelès-Gazost) یک کمون در فرانسه است که در canton of Argelès-Gazost واقع شده‌است.

## خصوصیات
آرژولز-گازوست ۳٫۰۵ کیلومترمربع مساحت و ۳٬۴۶۲ نفر جمعیت دارد و ۴۶۰ متر بالاتر از سطح دریا واقع شده‌است.